# Milan Riehs
Milan Riehs (17. ledna 1935 Třebíč – 23. července 2012 Praha) byl český herec.

## Herecká kariéra
Vystudoval DAMU, obor herectví. V roce 1962 byl hercem Horáckého divadla v Jihlavě, mezi lety 1962 a1966 působil v Divadle Oldřicha Stibora v Olomouci, v letech 1966–1972 v Divadle Za branou v Praze, od roku 1972 do roku 1990 pracoval v Divadle S. K. Neumanna a od roku 1990 Divadla za branou II v Praze, které bylo v roce 1994 zrušeno.
Ztvárnil řadu divadelních a televizních rolí, například ve filmech (Případ mrtvých spolužáků), spolupracoval na Formanově oscarovém filmu Amadeus.